# Teletabik
A Teletabik (eredeti cím: Teletubbies) nagy sikerű, elsősorban kisgyerekeknek szóló, amerikai–brit televíziós filmsorozat, amelyet a The Learning Channel-nek a Ready Set Learn nevű csatornája kezdett vetíteni 1997. március 31-én. tartó széria 365 adást ért meg. Hazánkban az RTL Klub tűzte műsorára. A huszonöt perces történetek pszichológusok és pedagógusok segítségével készültek. 2014-ben új epizódot kértek be. Az Egyesült Királyságban 2015. november 9-étől a CBeebies vetíti a teljes sorozatot, Magyarországon 2016. június 13-ától az M2 sugározza a sorozat az új szériát.

## Története
A négy különböző színű, földönkívüli, csecsemőszerű lény:a lila Tinky Winky, a zöld Dipsy, a sárga Laa-Laa és a piros Po kalandjai erőszakmentes és vidám szórakozást, valamint játékos ismereteket nyújtanak az egy és négy év közötti korosztálynak. A fejükön antennát, hasukon monitort hordó, színes kezeslábasba bújtatott kis lények kisgyerek módra beszélnek, gügyögnek, helyettük a narrátor (Tim Whitnall, Toyah Willcox, Eric Sykes (magyar nyelven Kautzky Armand) hangján) meséli az egyszerű történeteket.
A filmecskék fontos kellékei a csecsemő arcú Nap (Jessica Smith (1. évad), ? (2. évad)), a dimbes-dombos idillikus tájon legelésző nyulak, a varázslatos szélforgó, Noo-Noo, a porszívó, valamint a teletabik hasán levő monitorok, amelyeken filmbejátszások jelennek meg a valóságos gyerekek világából. A négy teletabi játszik, énekel, táncol, találkozáskor üdvözlik valamint körülállva megölelik egymást ("Nagy Ölelés!"). Az ismétlődő cselekvések és egyszerű mondatok, a derűs életű szereplők, a színes teletabi-világ teszik olyan népszerűvé a legkisebb nézők számára a sorozatot.

## Szereplők
| Szereplő           | Eredeti hang                | Eredeti hang     | Magyar hang                                           | Magyar hang    |
| Szereplő           | Eredeti hang                | Eredeti hang     | 1. évad                                               | 2. évad        |
| Szereplő           | 1. évad                     | 2. évad          | 1. évad                                               | 2. évad        |
| ------------------ | --------------------------- | ---------------- | ----------------------------------------------------- | -------------- |
| Tinky Winky (lila) | Dave Thompson Mark Heenehan | Simon Shelton    | Rajkai Zoltán                                         | Czető Roland   |
| Dipsy (zöld)       | John Simmit                 | Nick Kellington  | Szokol Péter                                          | Kossuth Gábor  |
| Laa-Laa (sárga)    | Nikky Smedley               | Rebecca Hyland   | Balogh Erika                                          | Csuha Bori     |
| Po (piros)         | Pui Fan Lee                 | Rachelle Beinart | Bálint Sugárka Huszárik Kata                          | Molnár Ilona   |
| Narrátor           | TBA                         | TBA              | Forgács Péter (Hangosbemondó) Kautzky Armand (Mesélő) | Kautzky Armand |
| További hangok     | TBA                         | TBA              | Bognár Tamás Martin Márta Vass Gábor                  | TBA            |

## Magyar változat

### 1. évad
Magyar szöveg: Fekete Zoltán
Hangmérnök: Kováts Gábor
Vágó: Kozma Judit
Gyártásvezető: Botár Ildikó
Szinkronrendező: Kozma Mari

### 2. évad
Magyar szöveg: Csányi Zita, Katona László
Hangmérnök:
Vágó:
Gyártásvezető: 
Szinkronrendező: Zentai Mária

## Hazai DVD kiadások
- Teletubbies: Játssz velünk! (2007. május 23.)
- Teletubbies: Kedvenceink (2007. május 23.)
- Teletubbies: Táncolj velünk! (2007. május 23.)
- Teletubbies: Jó kis felfordulás (2007. október 24.)
- Teletubbies: Karácsonyozz velünk! (2007. október 24.)